# Tile Ridge
Tile Ridge är en kulle i Antarktis. Den ligger i Sydshetlandsöarna. Argentina, Chile och Storbritannien gör anspråk på området. Toppen på Tile Ridge är 90 meter över havet.
Terrängen runt Tile Ridge är huvudsakligen kuperad, men åt sydväst är den platt. Havet är nära Tile Ridge åt sydväst. Trakten är glest befolkad. Närmaste befolkade plats är Maldonado Station, 7,9 kilometer nordost om Tile Ridge. 